# صهريج الكيلوس

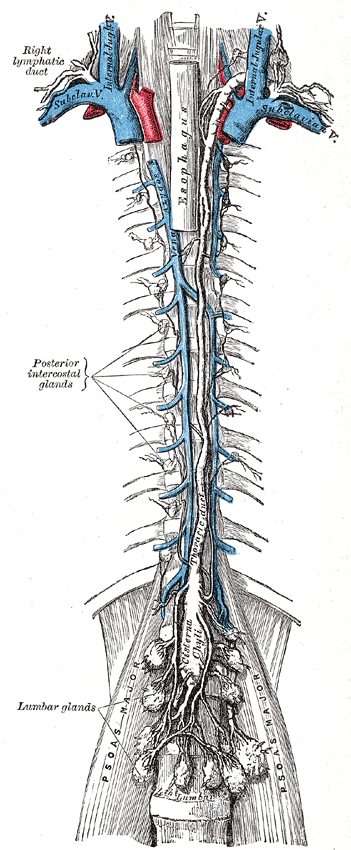

الصهريج الكيلوسي (بالإنجليزية: Cisterna chyli)‏ كيس أبيض اللون طوله حوالي 5 مم وعرضه حوالي 4 مم.
يتوضع الصهريج الكيلوسي: أسفل الحجاب الحاجز تماماً، أمام الفقرتين القطنيتين 2،1. 
خلف السويقة اليمنى للحجاب.
إنسي الوريد الفرد.
على الجانب الأيمن ل الأبهر البطني.
يتلقى الصهريج الكيلوسي اللمف من: 
- الجذع المعوي الكبير.
- الجذعين القطنيين الأيمن والأيسر.
- العقد الوربية السفلية.
- بعض الأوعية الصغيرة التي تنزل من الجزء السفلي للصدر.

ينتهي صهريج الكيلوس أعلى القناة الصدرية التي تمر عبر فوهة الأبهر (وهي فتحة في عضلة الحجاب الحاجز تقع بمستوى الفقرة الصدرة الثانية عشر)إلى الصدر وذلك بين الأبهر والوريد الفرد.